# Infraestructura de dades espacials
Una infraestructura de dades espacials o IDE és un conjunt de recursos destinats a facilitar i promoure la compartició i el consum eficient de dades espacials o geogràfiques en format digital. En un sentit més ampli, aquesta infraestructura inclou les tecnologies, estratègies, estàndards, recursos humans i activitats necessàries per a adquirir, distribuir, utilitzar i mantenir les dades espacials.

## Funcionament
El funcionament de la IDE està condicionat per uns certs principis de cooperació i d'eficiència:
- Evitar la duplicació de les dades. La IDE permet detectar fonts diferents que estan produint i mantenint dades semblants o gairebé idèntiques, i ajudar a valorar la conveniència d'aquesta duplicitat i, en tot cas, afavorir l'especialització de cada una de les fonts.
- Afavorir l'especialització de les fonts. Fora de la IDE, una organització ha de produir o adquirir totes les dades que necessita per a elaborar la informació final que produeix. Dins de la IDE, les organitzacions poden centrar-se en la producció i compartició d'un determinat tipus de dades, en aquelles que estan més especialitzades i que són de valor afegit, donat que la resta de dades que necessiten ja estan essent produïdes, publicades i compartides per altres organitzacions.
- Dinamitzar l'ús de les dades espacials. Els mecanismes de la IDE tendeixen a facilitar la publicació i la compartició de, com més va, més organitzacions productores de dades. Així, cada cop resulta més senzill i econòmic crear serveis que facin ús d'aquestes dades, per part d'organitzacions i usuaris interns i externs a la IDE.

## Components tecnològics
La infraestructura de dades espacials està formada per un conjunt de tecnologies i elements que permeten la publicació, compartició i reutilització de les dades.
Nodes servidors de dades
Un node és un pol emissor de dades que està integrat a la IDE. Cada node disposa d'un servidor web, normalment amb un programari GIS instal·lat, que subministra les dades quan hi ha un requeriment des de l'exterior, via URL. Les dades publicades i compartides mitjançant aquest procediment són dades normalment catalogades.
Servei web de mapes
El programa servidor de dades geogràfiques pot proporcionar la informació requerida pel client web en dos tipus de format, WMS i WFS, que es corresponen amb dos tipus de crida al servei web de mapes. El WMS o Web Map Service retorna a cada requeriment web un mapa en format d'imatge digital. El WFS o Web Feature Service retorna a cada requeriment web una seqüència de caràcters alfanumèrics o un gràfic vectorial.
Metadades
La manera de catalogar un conjunt de dades és mitjançant la creació de metadades, arxius amb especificacions tècniques sobre el seu format i amb la descripció del contingut.
Client web
L'accés a les dades d'un node es produeix des d'un client web, desenvolupat amb tecnologia específica per a l'aprofitament de dades que venen d'un servidor de mapes. El client web pot ser un visor de mapes o bé un programari-client d'un altre tipus, que és capaç de connectar-se a un node servidor, realitzar requeriments de tipus URL i extraure'n dades espacials.
Geoportal
El geoportal és una plataforma digital de publicació web que detecta i cataloga les fonts de dades que conformen la IDE i les organitzacions que les proveeixen. Normalment l'organització que gestiona el geoportal i en dinamitza l'activitat està vinculada a un àmbit geogràfic específic, i es tracta d'una institució que forma part de l'administració pública. La definició de geoportal, però, no exclou que pugui ser creat i gestionat per una institució privada. A Catalunya, la IDEC és gestionada pel Centre de Suport IDEC, de l'Institut Cartogràfic de Catalunya. A l'estat espanyol, la IDEE és gestionada per l'Instituto Geográfico Nacional. La IDE Europea es regula a través d'INSPIRE, una directiva de la Comunitat Europea.

## Organitzacions
Les organitzacions que participen en la creació i manteniment de la IDE es poden classificar segons la funció que exerceixen, sent que hi ha organitzacions que exerceixen diverses funcions simultàniament.
Organitzacions productores de dades
Produeixen, mantenen, publiquen i comparteixen dades mitjançant un node servidor. Entre les organitzacions productores de dades hi ha institucions públiques i privades. Alguns exemples d'organitzacions productores de dades:
| Descripció                                        | Web                                 | Enllaç amb el servidor                                                        | Àmbit territorial |
| ------------------------------------------------- | ----------------------------------- | ----------------------------------------------------------------------------- | ----------------- |
| Cadastre espanyol                                 | Web de la seu del cadastre espanyol | Consulta i descàrrega massiva de dades. Arxivat 2012-08-02 a Wayback Machine. | Estat espanyol    |
| Geoserveis de l'Institut Cartogràfic de Catalunya | Web del ICC                         | Llistat i integració de serveis                                               | Catalunya         |
| Planol.info / Eixos.cat                           | Web d' Eixos.cat                    | Catàleg de cartografia disponible a Eixos.cat (WMS)                           | Catalunya         |
| Institut Cartogràfic Valencià                     | Web del ICV                         | Enllaç WMS Arxivat 2010-06-22 a Wayback Machine.                              | País Valencià     |

Organitzacions catalogadores
Produeixen i mantenen inventaris i metadades de fonts disponibles, normalment en un territori específic. Consultables via web, aquests inventaris faciliten la cerca i dinamitzen l'ús de les dades catalogades per part d'altres organitzacions i usuaris.
| Descripció                                                       | Web                                               | Àmbit territorial |
| ---------------------------------------------------------------- | ------------------------------------------------- | ----------------- |
| Infraestructura de Dades Espacials de Catalunya                  | Catàleg web Arxivat 2013-03-17 a Wayback Machine. | Catalunya         |
| Infraestructura de Datos Espaciales de España                    | IDEE                                              | Estat espanyol    |
| Infrastructure for Spatial Information in the European Community | Inspire                                           | Europa            |

Organismes reguladors
Defineixen els estàndards de format de les dades, dels arxius d'emmagatzemament i dels sistemes de publicació, descripció i compartició d'aquestes.
| Descripció                 | Web                                                                       | Àmbit territorial |
| -------------------------- | ------------------------------------------------------------------------- | ----------------- |
| Open Geospatial Consortium | web de l'Open Geospatial Consortium                                       | Internacional     |
| Inspire                    | INSPIRE, Infrastructure for Spatial Information in the European Community | Europa            |

Serveis reutilitzadors
Creen i mantenen publicacions digitals que fan servir dades provinents de fonts catalogades en una IDE. Alguns exemples de serveis reutilitzadors de dades geogràfiques, presents al catàleg de la IDEC:
| Descripció                        | Web                     | Àmbit territorial |
| --------------------------------- | ----------------------- | ----------------- |
| Institut Cartogràfic de Catalunya | Visor de mapes de l'ICC | Catalunya         |
| Administració Oberta de Catalunya | Visor de mapes GeoLocal | Catalunya         |
| Diputació de Barcelona            | Visor de mapes SITMUN   | Catalunya         |
| Observatori econòmic Eixos.cat    | Web d' Eixos.cat        | Estat espanyol    |
| Agenda Oberta                     | Web d'Agenda Oberta     | Països Catalans   |
| Goolzoom                          | Web de Goolzoom         | Estat espanyol    |